# مادر عروس (فیلم)
مادر عروس (عربی: أم العروسة) یک فیلم به کارگردانی عاطف سالم است که در سال ۱۹۶۳ منتشر شد. از بازیگران آن می‌توان به تحیه کاریوکا و عماد حمدی اشاره کرد.